# تپه گبری ۵۹ - K
تپه گبری ۵۹ - K مربوط به دوره سلجوقیان است و در شهرستان کنگاور، روستای قره گوزلوعلیا واقع شده و این اثر در تاریخ ۱۰ دی ۱۳۸۱ با شمارهٔ ثبت ۶۶۱۷ به‌عنوان یکی از آثار ملی ایران به ثبت رسیده است.